# Дом Капнист

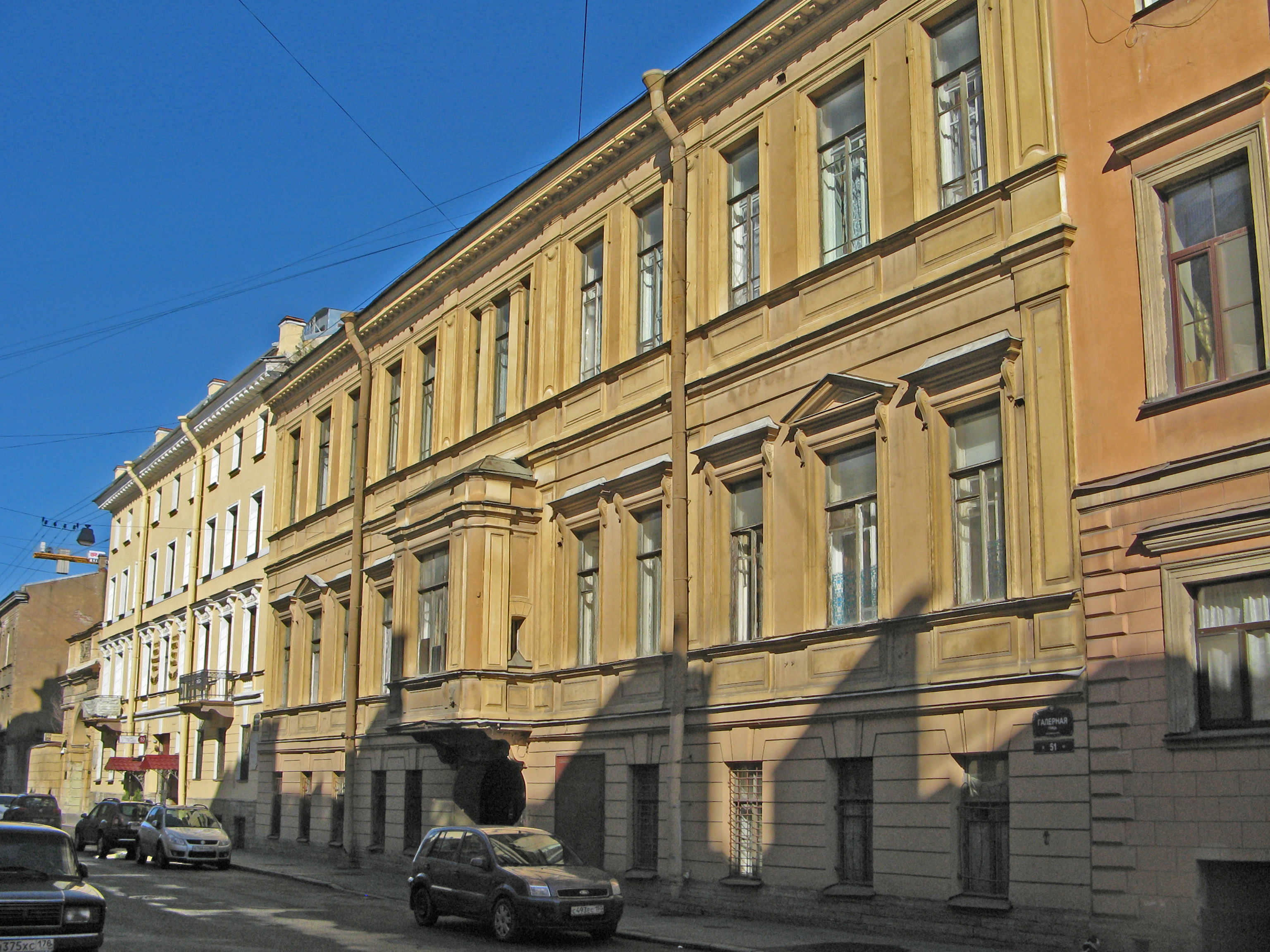
Вид фасада на Галерную

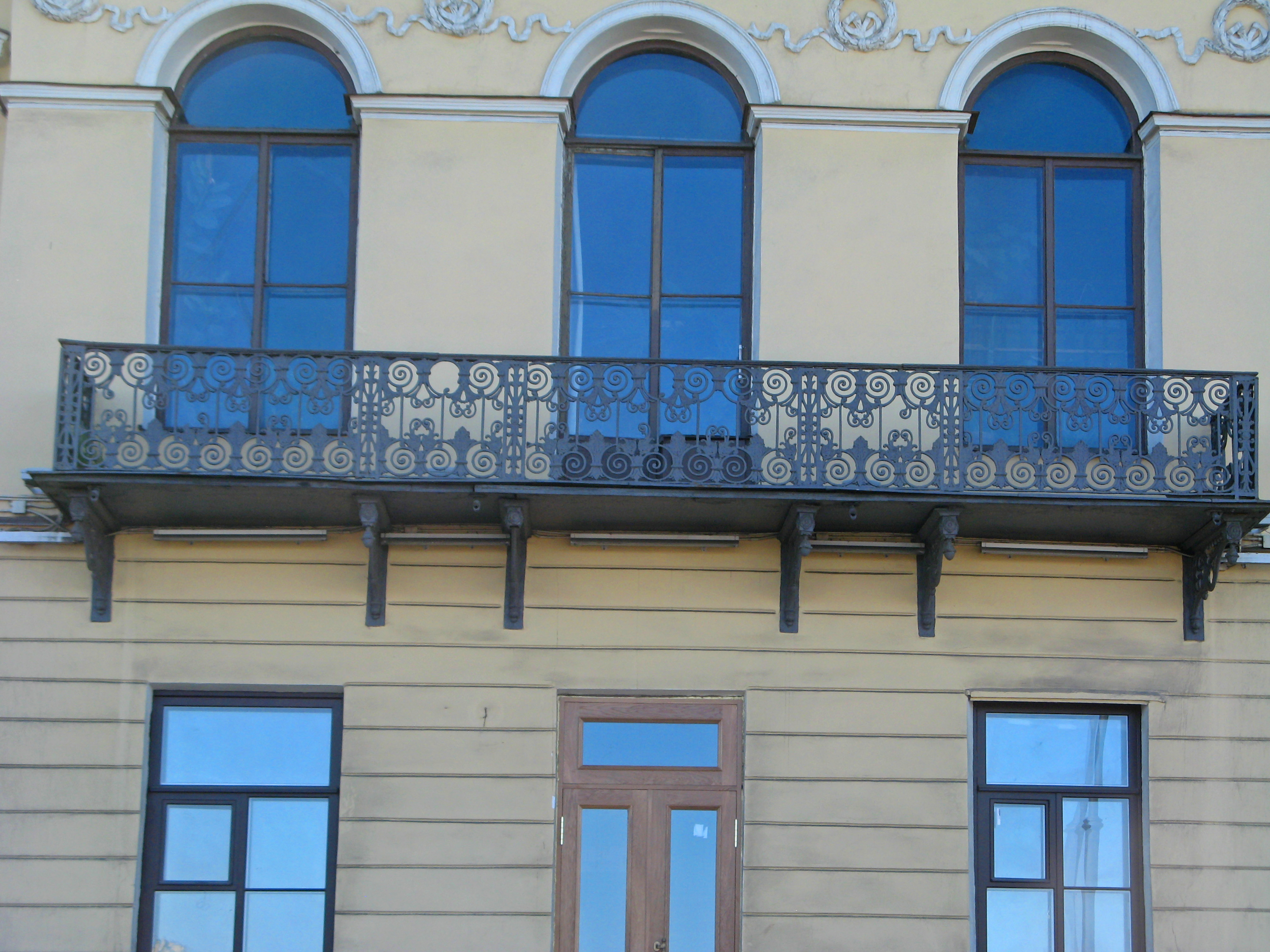
Узорчатая решётка балкона

Дом Капнист (дом Стенбок-Ферморов) — памятник архитектуры. Расположен в Санкт-Петербурге, современный адрес дома — Английская набережная, 50, Галерная улица, 51.
В 1717 году владельцем участка был Карл Естихеев. В 1719 году новый владелец Лукьян Остафович Сытин, построил на участке палаты (материал неизвестен, возможно, мазанковые). К 1730-м годам владелицей стала Анна Яковлевна Шереметева, в 1736—1738 годах при ней был построен каменный дом по образцовому проекту «дома для именитых» (автор образцового проекта — Д. Трезини). Анна Яковлевна была бездетна, после её смерти дом получил её племянник, князь Александр Алексеевич Долгорукий, и его кузина Мария Александровна, причём часть дома также должна была быть поделена между его братьями Фёдором и Михаилом; в 1762 году во избежание дробления участка Екатерина II издала указ о передаче всего Александру Алексеевичу как старшему наследнику. В 1785 году Александр Алексеевич продал участок с домом Якову Мейбому, тот за 20 000 рублей перепродал его в 1790 году Михаилу Андреевичу Голицыну. После смерти Михаила Андреевича в 1816 году его вдова Прасковья Андреевна Шувалова и наследники продали владение Михаилу Карловичу Веберу. В 1820 году владельцем стал Василий Васильевич Левашов. В 1831 году его назначили губернатором в провинцию, он продал дом Екатерине Петровне Зиновьевой. С октября 1835 по апрель 1837 года в доме жил (и умер) Всеволод Андреевич Всеволожский. В конце 1837 года года особняк купила семья Стенбок-Ферморов за 300 000 рублей. При них в 1830е годы дом был перестроен.
Главный фасад безордерный. Центральный ризалит главного и дворового фасадов подчёркивает парадный зал, с котором сохранилась роспись плафона первой половины XIX века, и примыкающую к нему лестницу. У дома два этажа, стиль ампир, ризалит завершён аттиком, в котором раньше находился фамильный герб владельцев. На втором этаже полуциркульные двери, балкон украшен чугунной решёткой. В 1859-62 годах дом снимал Отто фон Бисмарк. С 1862 года и до 1917 года домом владела дочь Стенбок-Фермора Надежда Алексеевна Капнист. Сама она жила во флигеле, выходящем на Галерную, а Алексей Александрович, её отец, продолжал жить в доме, выходящем на набережную. По проекту Владимира Петровича Цейдлера при Надежде Алексеевне во дворе был построен трёхэтажный флигель, фасад дома по Галерной улице обновлён, был надстроен третий этаж. В 1905 году ещё раз были перестроены дворовые флигели, изменены интерьеры особняка по проекту Владимира Алексеевича Теремовского.
В 1870—1876 годах в особняке располагалось посольство Австро-Венгрии.
С 2023 года в особняке располагается штаб-квартира Ломоносовского грузового терминала 